# Championnat DTM 2025
Navigation
2024 2026
Le championnat Deutsche Tourenwagen Masters 2025 est la trente-neuvième saison du premier championnat  de course automobile allemand et également la vingt-sixième saison sous le nom de Deutsche Tourenwagen Masters depuis la reprise du championnat en 2000. C'était la cinquième saison du DTM à se dérouler sous la réglementation GT3, et la troisième saison avec l'ADAC.

## Repères en début de saison
- Mirko Bortolotti est le champion en titre

### Pilotes
- René Rast en 2017, 2018 et 2020, Marco Wittmann en 2014, 2016,  Thomas Preining en 2023 et Mirko Bortolotti en 2024 sont les quatre champions en activité ;

## Calendrier de la saison 2025
l'ADAC avait dévoilé le calendrier de la saison 2025 du DTM. Le calendrier est identique à l'année dernière 
| Manche | Circuit                       | Localité                           | Course 1     | Course 2     |
| ------ | ----------------------------- | ---------------------------------- | ------------ | ------------ |
| 1      | Motorsport Arena Oschersleben | Oschersleben, Saxe-Anhalt          | 26 Avril     | 27 Avril     |
| 2      | EuroSpeedway Lausitz          | Klettwitz, Brandebourg             | 23 Mai       | 25 Mai       |
| 3      | Circuit de Zandvoort          | Zandvoort, Hollande-Septentrionale | 7 Juin       | 8 Juin       |
| 4      | Norisring                     | Nuremberg, Bavière                 | 5 Juillet    | 6 Juillet    |
| 5      | Nürburgring                   | Nürburg, Rhénanie-Palatinat        | 9 Août       | 10 Août      |
| 6      | Sachsenring                   | Hohenstein-Ernstthal, Saxe         | 23 Août      | 24 Août      |
| 7      | Red Bull Ring                 | Spielberg, Styrie                  | 13 Septembre | 14 Septembre |
| 8      | Hockenheimring                | Hockenheim, Baden-Württemberg      | 4 Octobre    | 5 Octobre    |

## Écuries et pilotes
Toutes les voitures sont équipées de pneumatiques Pirelli.
| Drapeau des États-Unis | Mercedes-AMG Team Winward     |
| Drapeau des États-Unis | Mercedes-AMG Team Mann-Filter |

| Drapeau de l'Allemagne | Manthey EMA         |
| Drapeau de l'Allemagne | Manthey Junior Team |

| Drapeau des États-Unis | Mercedes-AMG Team Winward     |
| Drapeau des États-Unis | Mercedes-AMG Team Mann-Filter |

| Drapeau de l'Allemagne | Manthey EMA         |
| Drapeau de l'Allemagne | Manthey Junior Team |

| Icon | Status                                |
| ---- | ------------------------------------- |
| R    | Rookie                                |
| G    | Pilote invités inéligibles aux points |

## Résultats et Classement

### Résumé de la saison
| Manche | Manche | Circuit                       | Pole position | Tour le plus rapide | Pilote victorieux | Écurie victorieuse         | Constructeur victorieux |
| ------ | ------ | ----------------------------- | ------------- | ------------------- | ----------------- | -------------------------- | ----------------------- |
| 1      | R1     | Motorsport Arena Oschersleben | Lucas Auer    | Lucas Auer          | Lucas Auer        | Mercedes-AMG Team Landgraf | Mercedes-AMG            |
| 1      | R2     | Motorsport Arena Oschersleben | Jules Gounon  | Maro Engel          | Ayhancan Güven    | Manthey EMA                | Porsche                 |
| 2      | R1     | EuroSpeedway Lausitz          | Lucas Auer    | Jules Gounon        | Lucas Auer        | Mercedes-AMG Team Landgraf | Mercedes-AMG            |
| 2      | R2     | EuroSpeedway Lausitz          | Jack Aitken   | René Rast           | Jack Aitken       | Emil Frey Racing           | Ferrari                 |
| 3      | R1     | Circuit de Zandvoort          | Jordan Pepper | Ayhancan Güven      | Ayhancan Güven    | Manthey EMA                | Porsche                 |
| 3      | R2     | Circuit de Zandvoort          | René Rast     | Jack Aitken         | René Rast         | Schubert Motorsport        | BMW                     |
| 4      | R1     | Norisring                     | Jordan Pepper | Jack Aitken         | Jordan Pepper     | Grasser Racing Team        | Lamborghini             |
| 4      | R2     | Norisring                     |               |                     |                   |                            |                         |
| 5      | R1     | Nürburgring                   |               |                     |                   |                            |                         |
| 5      | R2     | Nürburgring                   |               |                     |                   |                            |                         |
| 6      | R1     | Sachsenring                   |               |                     |                   |                            |                         |
| 6      | R2     | Sachsenring                   |               |                     |                   |                            |                         |
| 7      | R1     | Red Bull Ring                 |               |                     |                   |                            |                         |
| 7      | R2     | Red Bull Ring                 |               |                     |                   |                            |                         |
| 8      | R1     | Hockenheimring                |               |                     |                   |                            |                         |
| 8      | R2     | Hockenheimring                |               |                     |                   |                            |                         |

### Système de points
Les points de la course sont attribués aux 10 premiers pilotes classés. 1 point est attribué pour le meilleur tour en course, même si le pilote termine hors du top 10. 3, 2 et 1 points sont attribués aux trois premiers classés des qualifications.
Ce système d'attribution des points est utilisé pour chaque course du championnat.
| Courses | 1er | 2e | 3e | 4e | 5e | 6e | 7e | 8e | 9e | 10e | 11e | 12e | 13e | 14e | 15e |
| Points  | 25  | 20 | 16 | 13 | 11 | 10 | 9  | 8  | 7  | 6   | 5   | 4   | 3   | 2   | 1   |

| Qualifications | 1er | 2e | 3e |
| Points         | 3   | 2  | 1  |

### Classement des pilotes
| Pos. | Driver | OSC | OSC | LAU | LAU | ZAN | ZAN | NOR | NOR | NÜR | NÜR | SAC | SAC | RBR | RBR | HOC | HOC | Points |
| ---- | ------ | --- | --- | --- | --- | --- | --- | --- | --- | --- | --- | --- | --- | --- | --- | --- | --- | ------ |
| 1    |        |     |     |     |     |     |     |     |     |     |     |     |     |     |     |     |     |        |
| 2    |        |     |     |     |     |     |     |     |     |     |     |     |     |     |     |     |     |        |
| 3    |        |     |     |     |     |     |     |     |     |     |     |     |     |     |     |     |     |        |
| 4    |        |     |     |     |     |     |     |     |     |     |     |     |     |     |     |     |     |        |
| 5    |        |     |     |     |     |     |     |     |     |     |     |     |     |     |     |     |     |        |
| 6    |        |     |     |     |     |     |     |     |     |     |     |     |     |     |     |     |     |        |
| 7    |        |     |     |     |     |     |     |     |     |     |     |     |     |     |     |     |     |        |
| 8    |        |     |     |     |     |     |     |     |     |     |     |     |     |     |     |     |     |        |
| 9    |        |     |     |     |     |     |     |     |     |     |     |     |     |     |     |     |     |        |
| 10   |        |     |     |     |     |     |     |     |     |     |     |     |     |     |     |     |     |        |
| 11   |        |     |     |     |     |     |     |     |     |     |     |     |     |     |     |     |     |        |
| 12   |        |     |     |     |     |     |     |     |     |     |     |     |     |     |     |     |     |        |
| 13   |        |     |     |     |     |     |     |     |     |     |     |     |     |     |     |     |     |        |
| 14   |        |     |     |     |     |     |     |     |     |     |     |     |     |     |     |     |     |        |
| 15   |        |     |     |     |     |     |     |     |     |     |     |     |     |     |     |     |     |        |
| 16   |        |     |     |     |     |     |     |     |     |     |     |     |     |     |     |     |     |        |
| 17   |        |     |     |     |     |     |     |     |     |     |     |     |     |     |     |     |     |        |
| 18   |        |     |     |     |     |     |     |     |     |     |     |     |     |     |     |     |     |        |
| 19   |        |     |     |     |     |     |     |     |     |     |     |     |     |     |     |     |     |        |
| 20   |        |     |     |     |     |     |     |     |     |     |     |     |     |     |     |     |     |        |
| 21   |        |     |     |     |     |     |     |     |     |     |     |     |     |     |     |     |     |        |
| 22   |        |     |     |     |     |     |     |     |     |     |     |     |     |     |     |     |     |        |
| 23   |        |     |     |     |     |     |     |     |     |     |     |     |     |     |     |     |     |        |